# Русанова, Любовь Петровна
Любо́вь Петро́вна Руса́нова (2 февраля 1954, Краснодар) — советская пловчиха, серебряный и бронзовый призёр Олимпийских игр. Заслуженный мастер спорта СССР (1976).

## Биография
Родилась 2 февраля в Краснодаре. Отец Петр — слесарь, мать Анна — воспитательница в детском саду. Помимо Любови в семье еще были трое сыновей.
Начала заниматься плаванием по примеру братьев. В 1968 году следующем сезоне выполнила мастерский норматив, а еще через год стала мастером спорта международного класса.
На Олимпиаде в Монреале Любовь выиграла серебряную и бронзовую медали в плавании на 100 и 200 метров брассом. Примечательно, что весь пьедестал заняли советские пловчихи — Марина Кошевая, Марина Юрченя и Любовь Русанова.
В 1973 году выиграла Универсиаду и заняла второе место на чемпионате мира на дистанции 100 метров брассом.
Завершила выступления после монреальской Олимпиады, работала тренером в родном Краснодаре и активно участвовала в ветеранских соревнованиях, завоевав несколько титулов чемпионки СССР и России.
Награждена орденом «Знак Почета».

## Семья
Муж — Краснов Борис, дети — Светлана и Анна. Есть братья — Николай Русанов, Василий Проничев и Анатолий Русанов.